# Майор Пейн
„Майор Пейн“ (на английски: Major Payne) е американски комедиен филм от 1995 г. на режисьора Ник Касъл, с участието на Деймън Уейънс, който е съсценарист с Дийн Лори и Гари Розън. Във филма още участват Карън Парсънс, Стивън Мартини и Майкъл Айрънсайд. Това е свободен римейк на филма „Частната война на майор Бенсън“ (1955), с участието на Чарлтън Хестън. Премиерата на филма е на 24 март 1995 г. в САЩ от „Юнивърсъл Пикчърс“ и печели 30 млн. щ.д.